# Трусов, Евгений Александрович
Евгений Александрович Трусов (5 марта 1855, Санкт-Петербург — 1 (14) августа 1904, Корейский залив) — офицер Российского императорского флота, капитан 1-го ранга, герой русско-японской войны.

## Биография
Родился в старинной дворянской семье обер-провиантмейстера гвардейского корпуса полковника (впоследствии генерал-майора) Александра И. Трусова (1814—1898).
Окончил Морское училище с производством 1 мая 1876 года в гардемарины. 30 августа 1877 года произведен в мичманы. В 1880 году окончил курс учебно-артиллерийской команды. 1 января 1882 года произведен в лейтенанты. В 1885 году награждён орденом Святого Станислава III степени.
В 1889—1892 годах на клипере «Джигит» совершил кругосветное плавание. 1 января 1892 года награждён орденом Святой Анны III степени. 1 января 1893 года назначен старшим офицером броненосца береговой обороны «Перун». В кампанию 1893—1894 годов командовал миноносцем «Либава». 17 апреля 1894 года произведён в капитаны 2-го ранга.
1 января 1895 года назначен старшим офицером броненосца береговой обороны «Адмирал Чичагов». 25 сентября 1895 года назначен старшим офицером крейсера «Память Азова». 1 февраля 1896 года зачислен в артиллерийские офицеры 1-го разряда. 14 мая 1896 года награждён орденом Святого Станислава II степени.
6 декабря 1897 года отчислен от должности старшего офицера и 12 января 1898 года назначен командиром броненосца береговой обороны «Броненосец». С 3 октября 1898 года по 1 мая 1899 года обучался на курсе военно-морских наук при Николаевской морской академии. 24 августа 1900 года назначен командиром минного крейсера «Всадник». 23 апреля 1901 года назначен командиром канонерской лодки «Сивуч». 6 декабря 1901 года «за особо усиленные труды во время Китайских событий» награждён орденом Святой Анны II степени.
11 февраля 1902 года назначен командиром Квантунского флотского экипажа. 14 апреля 1902 года произведён в капитаны 1-го ранга. 1 сентября 1903 года назначен командиром крейсера «Рюрик» (вступил в должность 21 сентября). 22 сентября 1903 года «за выслугу 25-ти лет в офицерских чинах» награждён орденом Святого Владимира IV степени с бантом.
Во время русско-японской войны участвовал в крейсерских операциях Владивостокского отряда крейсеров и 16 июня 1904 года «за отличную распорядительность и мужество проявленные во время крейсерства в Корейском проливе с 30-го мая по 7 июня сего года» пожалован мечами к ордену Св. Анны II степени. Погиб в бою в Корейском проливе.

## Семья
Жена: Анна Александровна Трусова, урождённая Рыбалтовская (1856—1916).

Сын: Трусов Александр Евгеньевич (30.11.1881 — 08.12.1937) — Капитан 2-го ранга (06.12.1913).

Брат: Трусов Алексей Александрович (1853 - 1911) - генерал-майор, участник Русско-турецкой войны и похода в Китай 1901 года.